# Roland Dumas

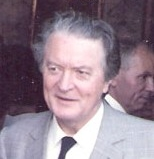
Roland Dumas

Roland Dumas, född 23 augusti 1922 i Limoges i Haute-Vienne, död 3 juli 2024 i Paris, var en fransk jurist och politiker. Dumas var periodvis ledamot av nationalförsamlingen för socialistiska partiet från 1956. Han var EU-minister 1983–1984 och utrikesminister 1984–1986 samt 1988–1993. Därefter var han bland annat ordförande i Konstitutionsrådet (Conseil Constitutionnel) 1995–2000.
Hans eftermäle svärtades av den så kallade Elf-skandalen där Dumas 2001 fälldes för korruption men frikändes 2003 i högre instans.

## Fotnoter
1. ↑  Le Monde 3 juli 2024
2. ↑  Svenska dagbladet 4 augusti 2003